# 炭火焼肉たむら

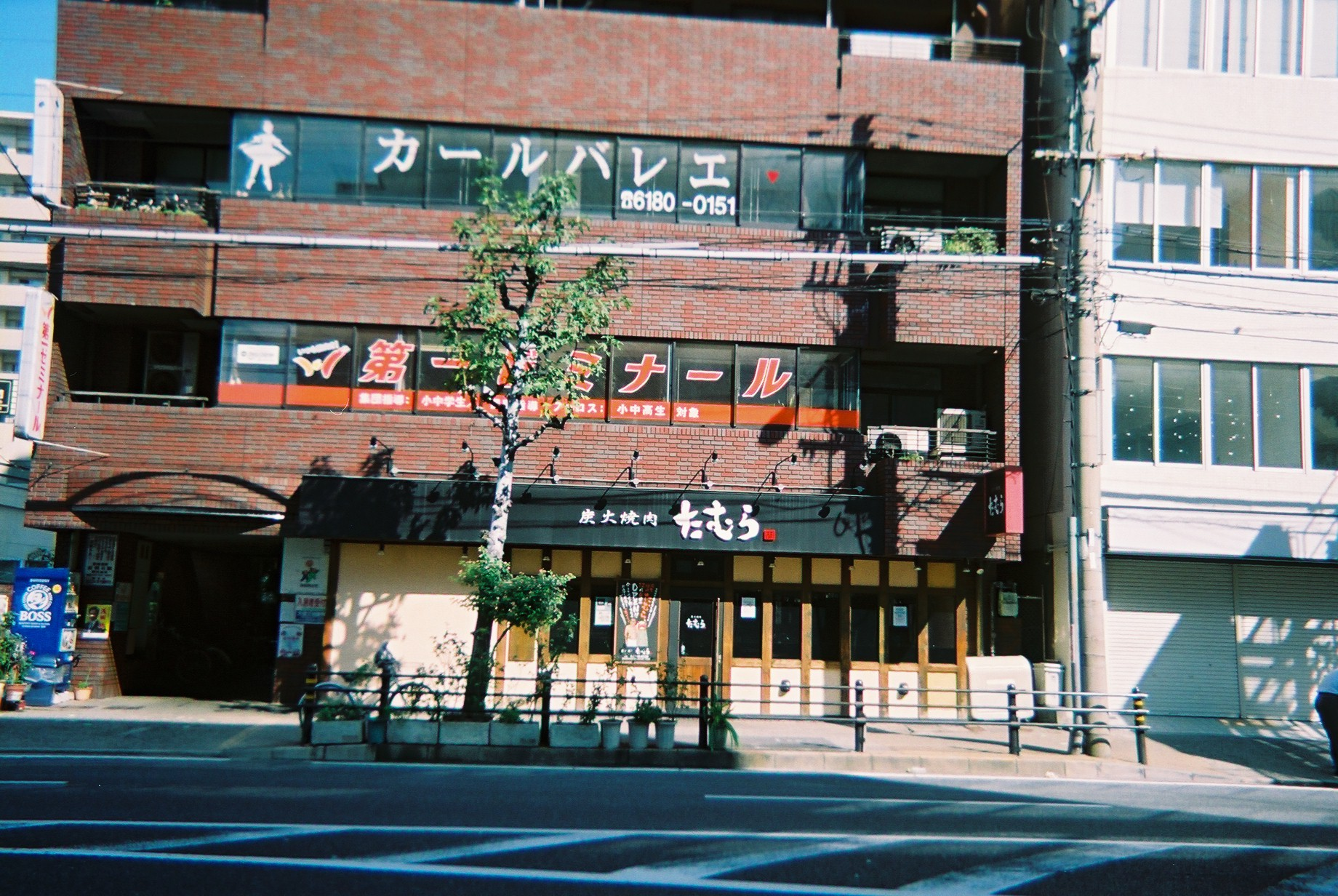
炭火焼肉たむら蒲生本店
（大阪市城東区、2023年に閉店）

炭火焼肉たむら（すみびやきにくたむら）は、お笑いタレントのたむらけんじが運営する焼肉専門店。
正式商号は株式会社田村道場（たむらどうじょう）。

## 概要
1992年から「LaLaLa」という漫才コンビで活動していたたむらは、1999年8月に解散してから、吉本興業に所属したままピン芸人へ転身。ところが、薄給かつ妻子ある身のため、長らく貧困生活を強いられていた。そこで、当時の妻の親族が大阪市城東区で経営していた焼肉店の営業権を引き継いだうえで、2006年11月に「炭火焼肉たむら 蒲生4丁目店」（後の蒲生本店）を開業した。
たむらは芸人としての人脈を活用し、良質の肉・ドリンク・調味料・たれなどを安く仕入れることに成功する。親族から引き継いだ店で土地代・テナント代が生じなかったことに加え、居抜き営業で初期の投資もほぼ不要だったため、当時吉本興業から支給されていたギャランティを上回る安定した利益を得る事が出来た。

### 焼肉店の展開
2007年11月1日には、「炭火焼肉たむら」では初の新規店舗として、大阪市中央区南船場に建つビルの1階に2号店（南船場店）を開いた。2008年6月6日には、名古屋市中区のサンシャイン栄内に3号店（名古屋店）をオープン。また、全国各地のイベントに屋台を出したり、須磨海水浴場（兵庫県神戸市）に夏季限定で「海の家店」を開いたりしている。
2009年6月3日には、大阪市西区堀江近辺にあるビルの地下で、「鉄板焼たむら」の営業を開始。ただし、たむらは「（『炭火焼肉たむら』とは別に）隠れ家的なお店にしたい」と考えていたため、開店当初は具体的な所在地をあえて公表しなかった。
2011年には、2月1日に「鉄板焼たむら」を閉店。7月1日からは「炭火焼肉たむら」南船場店でランチタイムの営業を一時的に休止したが、12月に「ワンコイン（500円）ランチ」を提供する形態で営業を再開した。
2012年4月27日には、「炭火焼肉たむら」名義での5号店として、奈良県田原本町に奈良店をオープン。同年10月3日には、百貨店では初めての常設店舗として、大丸梅田店の地下1階にテイクアウト専門店を開いた。
2012年10月21日には南船場店、2013年には、1月15日に前述のテイクアウト専門店、5月14日には奈良店を閉店。蒲生本店でも、2012年11月から、営業時間・休業日の変更や一部メニューのリニューアルに踏み切った。その一方で、2014年7月22日には、四国初の店舗として徳島駅前店をJR徳島駅前にオープン。以降は、蒲生本店、別邸栄店（名古屋店から改称）、徳島駅前店を常設店舗として運営している。2016年6月25日には、アメリカ合衆国ハワイ州ホノルルのアラモアナセンター内のフードコート「SHIROKIYAジャパンビレッジウォーク」に、日本国外初の店舗を開いた。2017年4月下旬には本町に新店舗をオープンした。2020年12月10日に熊本県熊本市中央区下通りに新しく「焼肉たむら×焼鍋肉たむら　熊本下通店」もオープンした。
ちなみにたむらは、2008年2月14日に芸人として出演した『むちゃぶり!』（TBSテレビ）において、焼肉店舗経営での年商が6億円であることを公表した。 また、2009年にワニブックスから初の著書「なぜド素人経営者の焼肉屋は繁盛したのか?」（ワニブックスPLUS新書　ISBN 978-4847065019）を刊行。「炭火焼肉たむら」の経営に至った経緯や、客の立場で重視する焼肉店経営のポイントなどを詳しく明かしている。

### 焼肉店以外の業態への展開
現在では、「『炭火焼肉たむら』の味をご家庭で」という触れ込みで、店舗メニューの一部を含む焼肉関連製品やレトルトカレー、ビーフジャーキー、牛丼の具、スイーツなどのネット通販事業も展開。時期によっては、郵便局の通信販売（「ふるさと小包」など）でも、上記の商品の一部を取り扱うことがある。
2011年9月29日には、新大阪駅の東海道・山陽新幹線の改札内に新設されたフードコート「大阪のれんめぐり」に「炭火焼肉たむらのお肉が入ったカレー屋さん」を出店。長年にわたって大阪で高い評判を得ている飲食店（4店）と並んでの出店であったことから、開店の模様は、大阪で発行される一般紙や在阪テレビ各局のローカルニュース番組でも報じられた。2013年12月には、株式会社ベスト・ワンが滋賀県湖南市に「BM湖南店」（パチンコ・スロット店）を開いたことを機に、フロアの一角で「炭火焼肉たむらのお肉が入ったカレー屋さん」2号店の営業を開始した。現在は、大阪市内の天神橋筋商店街（北区）やジャンジャン横丁（浪速区）にも出店している。
また、2015年10月21日に奈良市の中心街で開店したカフェ「nagood（ナグッド）」では、「たむらけんじ　奈良でCafeやらせて頂きます」と銘打って店舗やメニューのプロデュースに携わっていた。たむらによれば、「nagood」プロデュースの依頼を引き受けたのは、「『炭火焼肉　たむら』の奈良店が1年で閉店を余儀なくされたことから、いつか奈良で（飲食店の再出店を通じて）リベンジがしたかった」という。そのため、たむらは「nagood」の開店を機に、西日本ハンバーガー協会の名誉理事にも就任。「nagood」の展開に加えて、「奈良県内の食材を条件付きで使用」「レシピの完全公開」「県内の他店がメニューに採用してもロイヤリティを請求しない」という条件で、御当地バーガー「奈良バーガー」の開発に取り組む意向を示している。ただし「nagood」は、2017年1月4日から休業へ入った後に、同月30日で閉店している。
2016年には、市立吹田サッカースタジアム内の3階コンコースで、売店の直営を開始（詳細後述）。その一方で、9月30日には、新大阪駅の改札内で営業してきた前述の店舗を閉店した。たむらによれば、「たった5坪で年間7800万円を売り上げたり、多くの常連客が付いたりするほどの店舗になったが、自分の力ではどうしようもない『大人の事情（出店契約期間の満了）』で撤退を余儀なくされた」という。
他の飲食店とのコラボレーションも積極的に行っており、高級食パンの「乃が美」や「昭和お好み焼き劇場うまいもん横丁」など他の飲食店とのコラボを進めている。
2024年11月時点で直営店3、FC店1の4店舗に縮小。原価高と同業者と競合により、厳しい経営状態であると報じられている。

## 店舗
- みのおキューズモール店（大阪府箕面市）
- 和泉府中店(大阪府和泉市)
- つかしん店（兵庫県尼崎市）
- 和歌山塩屋店（和歌山県和歌山市、FC）

## 閉店した店舗
- たむら蒲生本店
- 福岡店
- 長崎店
- 福井大和田店
- 金沢店
- 宗像店
- 木の葉モール橋本店
- 熊本下通店
- 焼鍋肉たむらトキハ別府店
- 焼鍋肉たむら天満総本店
- 肉韓バルたむらアミュプラザくまもと店
- 醤じゃん

他

## 派生商品
- 2009年2月23日から、「炭火焼肉たむらのお肉が入ったカレー」という商品名のレトルトカレーを、近畿地区のファミリーマートで発売している。カレーは、黒箱（中辛）、赤箱（辛口）、金箱（激辛）の3種類。現在では、前述の通信販売でも購入できるほか、一部のスーパーマーケット、大阪市内の土産ショップ（大阪駅、新大阪駅、道頓堀など）、吉本興業のグッズショップ（なんばグランド花月やルミネtheよしもとなど）でも取り扱っている。ちなみに、「炭火焼肉たむらのお肉が入ったカレー屋さん」では、この商品をベースにした「たむけんおすすめ特選和牛カレー」を数量限定で提供している。
- 2009年7月4日より、Jリーグヴィッセル神戸とのコラーボレーションにより、炭火焼肉たむらの肉が入ったレトルトカレー「ヴィッセル神戸カレー」を発売。同年10月からは、近畿地方を中心とした百貨店の食料品売場で、「炭火焼肉たむらのお肉が入ったカレーパン」の実演販売を開始した。カレーパンについては、「炭火焼肉たむらのお肉が入ったカレー屋さん」や大丸梅田店でも提供している。
- 神戸の珍味メーカー・伍魚福と共同でビーフジャーキーを開発。2009年11月から、「炭火焼肉たむらのお肉で作ったジャーキー」という商品名で発売した。
- 2010年8月には、関西エリアのローソン限定商品として、「炭火焼肉・鉄板焼たむら監修・スタミナ満点コラボで残暑を食べつくしちゃ～え!」というシリーズ商品（おにぎり・焼そばなど7種類）を発売した。2011年7月12日～25日にも、商品を10種類に増やしたうえで、ローソンでの期間・地域限定販売による「炭火焼肉たむらフェア」を実施。いずれのシリーズでも、レシートを「炭火焼肉たむら」の各店へ持参したうえで、店内で1グループにつき4,000円以上の飲食をすれば、期間限定でレシート1枚につき1回だけ1皿分のカルビを無料で追加できるようになっていた。
- 2012年6月には、1ヶ月の期間限定商品として、「炭火焼肉たむら監修スイーツ　ブラックシリーズ」（竹炭を練り込んだプリン、ティラミス、レアチーズケーキ、シュークリーム）を直販サイトや一部のスーパーマーケット・百貨店・コンビニエンスストアで発売していた[注 3]。同年10月からは、ファミリーマートとのコラボレーションシリーズ企画として、「炭火焼肉たむら」監修の商品（カレー、おにぎり、スープ、肉巻寿司、ホイップパンなど）を関西地方限定の店舗で販売。たむらが近年淡路島に高い関心を示していることから、一部の商品では現地産の食材（牛乳やたまねぎなど）を取り入れている[13]。

2012年3月時点で「炭火焼肉たむら」が公表している累計製造個数によれば、「炭火焼肉たむらのお肉が入ったカレー」シリーズで100万個、「炭火焼肉たむらのお肉が入ったにんにく肉味噌」で66万個、「炭火焼肉たむらのお肉を使ったジャーキー」で36万個に達しているという。

## 人脈による協力関係

### お笑い芸人との関係
「炭火焼肉たむら」では、たむらの後輩芸人・川島邦裕（現・くっきー!、野性爆弾）による書をロゴに採用。また、メニューの一部には、土肥ポン太が経営する八百屋から仕入れた野菜を取り入れている。さらに、土肥をはじめ、たむらと親交の深い徳井義実（チュートリアル）、黒田有（メッセンジャー）、木村祐一が一部のメニューを考案。プロデュースメニューではないが、トミーズ健が勧める専門店のキムチも提供している。
「炭火焼肉たむら」の成功は他の芸人にも波及。関西を中心に、芸人の経営・プロデュースによる飲食店が次々と誕生した。その一方で、かつて漫才コンビの「ビッキーズ」で活動していた木部信彦は、コンビ解散・芸能界引退を機に田村道場へ入社。「炭火焼肉たむら」名古屋店の店長などを歴任している。
また、「天竺鼠」の瀬下豊は、漫才師としての活動と並行しながら「炭火焼肉たむら」でアルバイトを経験。一時は、アルバイトでありながら、たむらから2号店の料理長を任されていた。
かつては、「2700」の常道や、あしゅら（2010年1月から2012年8月まで活動していたお笑いトリオ）のメンバーもアルバイトとして勤務していた。

### プロスポーツ選手との関係
田村道場では、「炭火焼肉たむら」の名義で、たむらと親交の深いプロスポーツ選手が関わる試合や取組のスポンサーに付くことがある。
初めてスポンサーに付いたのは、2008年3月22日に幕張メッセで開催されたプロボクシングWBA世界ライトフライ級・亀田興毅対レクソン・フローレス戦。たむらが司会を務めていた『GA-tuuun!（ガツン!）』（テレビ大阪）の企画で、同年2月に亀田と対談したことがきっかけでスポンサー契約が実現した。ちなみに、亀田はこの試合で、「炭火焼肉たむら」のロゴが入ったトランクスを着用。約8ヶ月振りの復帰戦を、10R判定勝ちで飾った。
2010年3月14日から同年3月28日まで大阪府立体育会館で開催された大相撲春場所では、当時大関だった魁皇に対して、初日・中日・千秋楽を含む4日間の取組で懸賞金を提供。いずれの日にも、取組前にはたむらの自費で作った「炭火焼肉たむら」名義の懸賞幕が登場した。
かねてからたむらとの交流がある西岡剛や福留孝介が阪神タイガースに入団した2013年には、「スポーツニッポン」大阪本社発行版の紙面で読者からの応募・抽選による「炭火焼肉たむら」食事券プレゼントを実施。前日開催のタイガース公式戦で西岡が猛打賞を記録するか、福留が満塁ホームランを放つことをプレゼントの条件に定めている。
『GAMBA TV〜青と黒〜』（たむらが「ガンバ大阪サポーターの代表」としてMCを務めるMBSテレビの同クラブ応援・情報番組）などを通じてたむらとの親交が深い木村敦志（2003年からゴールキーパーとしてガンバに12年間在籍）が2015年1月に現役を引退してからは、木村を「nagood」および市立吹田サッカースタジアム（たむら自身が建設資金の一部を寄付したガンバの新本拠地）内売店の運営や、両店限定のメニュー開発に携わらせている。

## 不祥事

### 生レバー・ユッケ食中毒事件
2008年7月14日に、「炭火焼肉たむら」3号店で生レバー、ユッケなどを食べた3名の客が、およそ2日後に下痢や発熱・腹痛などの症状を訴えていたことが判明。同店を監督する名古屋市は同月27日に、該当の客の便から細菌が検出されたことを理由に、同店に営業禁止処分を課した。
この事件に関して、たむらは、大阪市内の店舗も一時的に休業することを決断。同月28日には、所属する吉本興業本社で会見を開いたうえで、「おいしいご飯を食べるという楽しみを裏切り、4人の方に苦しい思いをさせ、申し訳ありません」と謝罪し、日刊スポーツは「神妙会見」と持ち上げた。なお、「炭火焼肉たむら」では、この事件後に食品衛生管理体制を刷新。3号店は、保健所からの許可を受けたうえで、同月30日の17時から営業を再開した。さらに、たむらの判断で、大阪市内の店舗も再び営業を始めている。